# Francisco Loscos Bernal
Francisco Loscos y Bernal (Samper de Calanda, 1823-Castelserás, 1886) fue un botánico español. 

## Biografía
Nació el 12 de julio de 1823 en la localidad turolense de Samper de Calanda. Es considerado el botánico más notable nacido en Aragón.[cita requerida]
Estudió en los escolapios de Alcañiz (Teruel) y Zaragoza y luego entró en la Universidad de Madrid, graduándose como farmacéutico en 1845, y ejerció en diversos pueblos de Teruel (Calaceite y Peñarroya de Tastavins) y de Zaragoza (Chiprana); en 1853 se trasladó a Castelserás, donde vivió hasta su muerte. Recorrió Aragón estudiando su flora y supo reunir en su torno a un importante número de botánicos con los que formó la llamada "Escuela de Loscos". El también botánico José Pardo Sastrón (1822-1909) fue su colaborador y amigo. Ambos redactaron en 1858 Plantas aragonesas. Serie metódica de plantas medicinales espontáneas, trabajo inédito y en paradero desconocido.
Loscos consiguió renombre científico europeo y colaboró con el botánico alemán Heinrich Moritz Willkomm. Debido a las dificultades para editar en España, su amigo Willkomm le ayudó a publicar en Dresde, en 1863, su obra Series inconfecta plantarum indigenarum Aragoniae. Junto con Sastrón publicó en 1867 su traducción al español, Serie imperfecta de las plantas aragonesas espontáneas, obra en la que consignaron las 2.624 especies hasta entonces encontradas en la región. Desde entonces mantuvo intensa correspondencia con otros botánicos españoles y extranjeros, intercambiando plantas secas con numerosos puntos del extranjero, y publicó numerosos artículos científicos. A pesar de su esfuerzo y valía no se le reconoció su trabajo en España, si bien recibió importantes distinciones y perteneció a numerosas sociedades científicas. Falleció el 20 de noviembre de 1886 en Castelserás, su centro de trabajo; en el periódico El Turolense se publicó esta nota: «Ha muerto como todos los verdaderos sabios, tan pobre en dineros como rico en amarguras». Su herbario, construido pacientemente tras toda una vida de trabajo, se perdió poco antes de la Guerra Civil.
Loscos también fue autor de Tratado de Plantas de Aragón, con sucesivos Suplementos, a lo largo de diez años. Describió por primera vez varias especies de plantas, algunas de ellas llevan el nombre de Aragón, como Erodium aragonense o Reseda aragonensis; o bien están dedicadas a botánicos de su época, como Allium pardoi, Silene campoi o Thymelaea ruizi.

## Algunas especies de plantas que tomaron su denominación de Loscos
- Centaurea loscosii Willk., 1885.
- Ferula loscosii Willk., 1882.
- Hieracium loscosianum Scheele, 1864.
- Orobanche loscosii Carlón, M.Laínz, Moreno Mor. y Ó. Sánchez, 2011.
- Thymus loscosii Willk., 1868.

- La abreviatura «Loscos» se emplea para indicar a Francisco Loscos Bernal como autoridad en la descripción y clasificación científica de los vegetales.[7]